# Memories (canção de David Guetta)
"Memories" é uma canção do DJ francês David Guetta com participação do rapper americano Kid Cudi lançado como quarto single para o quarto álbum de estúdio One Love (2010). O single foi lançado em 29 de março de 2010 e é composta por Scott Mescudi, David Guetta, Frédéric Riesterer e produzida por David Guetta, Frédéric Riesterer.
A canção se tornou Top 5 na Áustria, Bélgica, República Checa, Austrália, Países Baixos, Finlândia, Polônia, Nova Zelândia, França e Irlanda. Ele entrou no Top 10 na Alemanha, Hungria, Suíça e Dinamarca. O vídeo foi filmado em Miami, Los Angeles e dirigido por Keith Schofield.

## Antecedentes e produção
Ao viajar para Los Angeles para se encontrar com a banda Black Eyed Peas e gravar algumas canções a pedido de will.i.am, Guetta, para passar o tempo no avião, ele compôs parte da base instrumental do que seria de Memories. Durante a filmagem do vídeo da música "I Gotta Feeling" de Black Eyed Peas, will.i.am apresentou para Kid Cudi, uma vez que ambos estavam fazendo uma pequena participação no vídeo. Entre cenas mostrou-lhe a base que tinha composto. Cudi, sem hesitação, disse: "amanhã gravamos."

## Recepção da crítica
"Memories" recebeu críticas bem variadas. Por um lado, o portal de música Daily Music Guide o concedeu uma estrela de cinco, alegando que "Desde o tempo dos acordes de piano sincopados e o baixo começar a bater, você pode começar a perder a vontade de viver", e acrescentou "nada neste tema luta contra a mediocridade". Por outro lado, Fraser McAlpine, da BBC valorizou a música de forma mais positiva, com quatro de cinco estrelas. Também Robert Copsey da Digital Spy avaliou a canção de formar similar, dando uma pontuação de 3 sobre 5 estrelas e disse: 	
"Aqui ele redige em Kid 'Day N' Nite' Cudi estabeleceu nos vocais ao longo de sua marca de piano lastreados em batidas. Todos os ingredientes de um clássico de Guetta estão presentes e corretos e indiferente, o vocal suave do Cudi é bastante agradável, mas tudo que se sente pouco familiarizado. É difícil evitar a conclusão de que 'Memories' acrescenta nada de novo para um som que aparentemente tomou conta do mundo em 2009 – não que alguém vai resmungar quando se trata a Oceana nesta noite de sexta-feira, é claro".

## Videoclipe

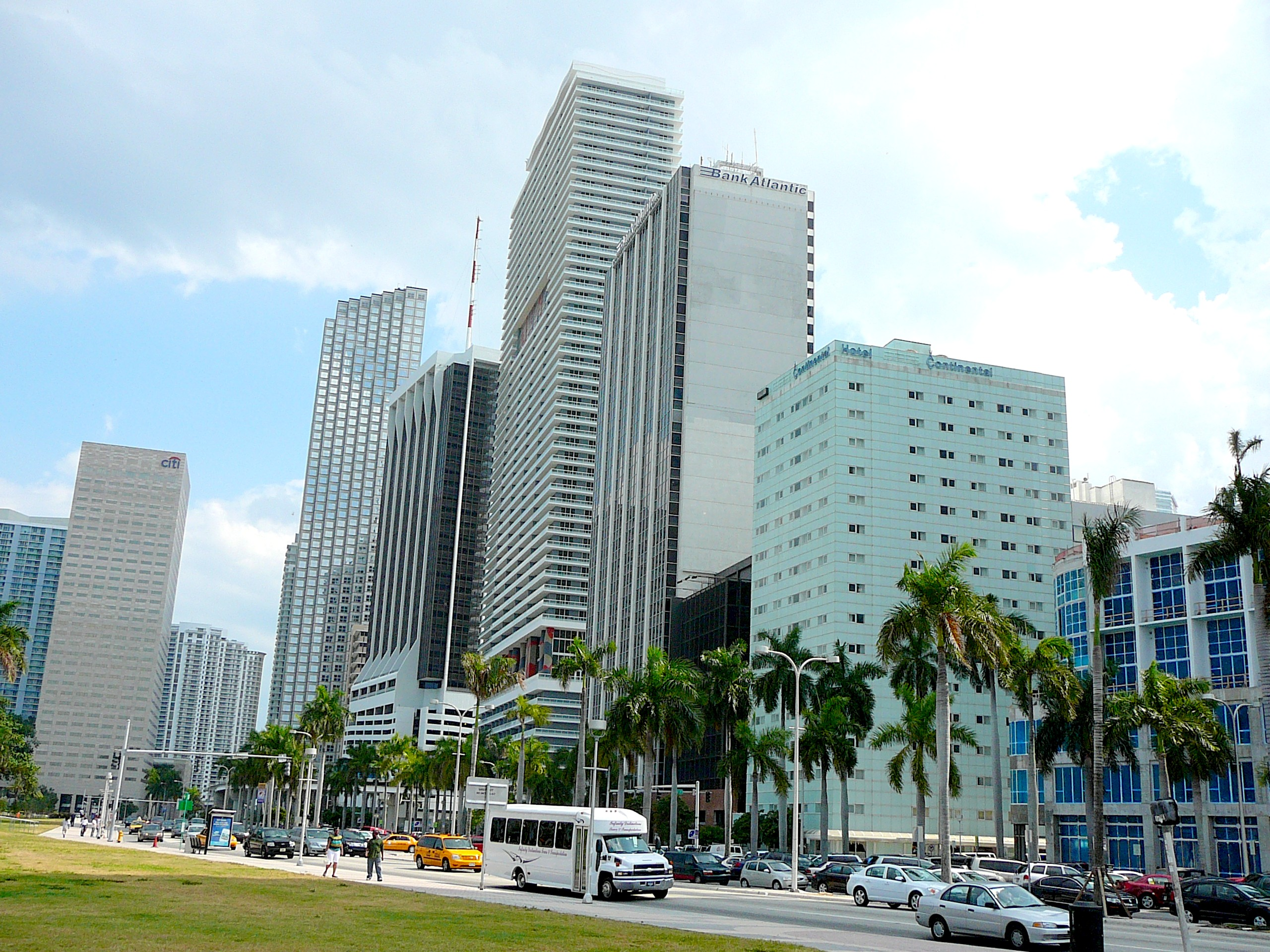
Parte do vídeo musical foi gravado em Biscayne Boulevard, em Miami.

O vídeo da música foi filmado em Miami em 04 de janeiro de 2010. Foi dirigido por Keith Schofield. Ele mostra Kid Cudi vestido um camiseta do Guns N' Roses e um boné de beisebol do time Cleveland Indians e David Guetta caminhando ao longo do Biscayne Boulevard, enquanto as cenas foram filmadas em uma casa noturna. Fãs foram convidados para estar na cena do clube. Há também uma cena que ocorre em um Franck Provost no salão de cabeleireiro, o mesmo está usando com uma mão um secador de cabelo em um homem careca, e outra se aplica espuma de barbear em um círculo sobre a cabeça de outro cliente. Mostra-se modelos aparentemente nu exceto para as botas e equipamentos de câmera refletindos na janela, objetos metálicos se espelha em todo o vídeo. Eles estão parcialmente cobertas com objetos e/ou letra da canção que está sendo cantada no momento. Finalmente, as cenas em que Guetta e Cudi estão em um clube pinchando e cantando foram filmadas em boate noturna.
O vídeo foi primeiramente apresentado na web por Guetta em 7 de fevereiro apenas para usuários registados. No dia seguinte foi disponível em aberto no YouTube e no site do DJ francês. No entanto, vazou online em 5 de janeiro, um vídeo contendo cenas gravadas no clube noturno.

## Faixas
| CD Single do Reino Unido |                                       |         |  |
| N.º                      | Título                                | Duração |  |
| 1.                       | "Memories"                            | 3:28    |  |
| 2.                       | "Memories" (Fuck Me I'm Famous Remix) | 6:06    |  |

| CD Single da França |                                       |         |  |
| N.º                 | Título                                | Duração |  |
| 1.                  | "Memories"                            | 3:28    |  |
| 2.                  | "Memories" (Estendida)                | 5:20    |  |
| 3.                  | "Memories" (Fuck Me I'm Famous Remix) | 6:06    |  |

## Posições e certificações
| País — Tabela musical (2010-11)                | Posição de pico |
| ---------------------------------------------- | --------------- |
| O campo songid é OBRIGATÓRIO PARA PARADA ALEMÃ | 6               |
| Austrália (ARIA)                               | 3               |
| Áustria (Ö3 Austria Top 75)                    | 2               |
| Bélgica (Ultratop 50 de Flandres)              | 2               |
| Bélgica (Ultratop 50 da Valônia)               | 1               |
| Canadá (Canadian Hot 100)                      | 18              |
| Dinamarca (Hitlisten)                          | 8               |
| Espanha (PROMUSICAE)                           | 17              |
| Estados Unidos (Billboard Hot 100)             | 46              |
| Estados Unidos (Billboard Mainstream Top 40)   | 22              |
| Estados Unidos (Billboard Dance Club Songs)    | 7               |
| Europa (Billboard European Hot 100 Singles)    | 3               |
| Finlândia (Suomen virallinen lista)            | 4               |
| França (SNEP)                                  | 5               |
| Hungria (Single Top 40)                        | 7               |
| Irlanda (IRMA)                                 | 5               |
| Israel (Media Forest)                          | 8               |
| Países Baixos (Single Top 100)                 | 3               |
| Nova Zelândia (Recorded Music NZ)              | 4               |
| Noruega (VG-lista)                             | 11              |
| Polónia (Dance Top 50)                         | 1               |
| Reino Unido (UK Dance Chart)                   | 2               |
| Reino Unido (UK Singles Chart)                 | 15              |
| República Checa (Rádio Top 100)                | 2               |
| Suécia (Sverigetopplistan)                     | 14              |
| Suíça (Schweizer Hitparade)                    | 7               |

| País — Tabela musical (2010)         | Posição de pico |
| ------------------------------------ | --------------- |
| Alemanha — Media Control AG          | 29              |
| Austrália — Australian Singles Chart | 29              |
| Bélgica — Ultratop 40 (Valónia)      | 4               |
| Canadá — Canadian Hot 100            | 68              |
| Espanha — Spanish Singles Charts     | 38              |
| Europa — European Hot 100 Singles    | 17              |
| Holanda — Dutch Singles Chart        | 10              |
| Hungria — Hungarian Airplay Chart    | 78              |
| Itália — Italian Singles Chart       | 43              |
| Roménia — Romanian Top 100           | 23              |
| País — Tabela musical (2011)         | Posição de pico |
| Hungria — Hungarian Airplay Chart    | 79              |

| País — Certificador    | Certificação (limiares de vendas) |
| ---------------------- | --------------------------------- |
| Austrália — ARIA       | 2× Platina                        |
| Áustria — IFPI Áustria | 2× Platina                        |
| Bélgica — IFPI Bélgica | Ouro                              |
| Dinamarca — IFPI       | Ouro                              |
| Alemanha — BVMI        | Ouro                              |
| Itália — FIMI          | Ouro                              |
| Reino Unido — BPI      | Prata                             |

## Histórico de lançamento
| País           | Data                    | Formato          | Catálogo |
| -------------- | ----------------------- | ---------------- | -------- |
| França         | 6 de fevereiro de 2010  | CD single        | #6280552 |
| Austrália      | 12 de fevereiro de 2010 | Download digital | #6281212 |
| Bélgica        | 12 de fevereiro de 2010 | Download digital | #6281212 |
| Brasil         | 12 de fevereiro de 2010 | Download digital | #6281212 |
| Dinamarca      | 12 de fevereiro de 2010 | Download digital | #6281212 |
| Finlândia      | 12 de fevereiro de 2010 | Download digital | #6281212 |
| França         | 12 de fevereiro de 2010 | Download digital | #6281212 |
| Irlanda        | 12 de fevereiro de 2010 | Download digital | #6281212 |
| Holanda        | 12 de fevereiro de 2010 | Download digital | #6281212 |
| Noruega        | 12 de fevereiro de 2010 | Download digital | #6281212 |
| Espanha        | 12 de fevereiro de 2010 | Download digital | #6281212 |
| Suécia         | 12 de fevereiro de 2010 | Download digital | #6281212 |
| Suiça          | 12 de fevereiro de 2010 | Download digital | #6281212 |
| Austrália      | 29 de março de 2010     | CD Single        | #6335431 |
| Bélgica        | 29 de março de 2010     | CD Single        | #6335431 |
| Dinamarca      | 29 de março de 2010     | CD Single        | #6335431 |
| Irlanda        | 29 de março de 2010     | CD Single        | #6335431 |
| Holanda        | 29 de março de 2010     | CD Single        | #6335431 |
| Noruega        | 29 de março de 2010     | CD Single        | #6335431 |
| Espanha        | 29 de março de 2010     | CD Single        | #6335431 |
| Suécia         | 29 de março de 2010     | CD Single        | #6335431 |
| Suíça          | 29 de março de 2010     | CD Single        | #6335431 |
| Estados Unidos | 29 de março de 2010     | CD Single        | #6335431 |
| França         | 30 de março de 2010     | CD Single        | #6335431 |
| Reino Unido    | 4 de abril de 2010      | CD Single        | #6335431 |